# Boris Lazarenco
Boris Lazarenco (n. 1910 – d. 1979) a fost un fizician moldovean, doctor habilitat, care a fost ales ca membru titular al Academiei de Științe a Moldovei.
Specialitatea sa a fost prelucrarea materialelor prin scântei electrice. A fost laureat al Premiului de stat al URSS. La data de 20 martie 1961, a înființat Institutul de Energetică și Automatică, devenit din anul 1963 – Institutul de Probleme Electrofizice, fiind și primul său președinte.
La data de 1 august 1961, a fost ales ca membru titular al Academiei de Științe a RSSM. La data de 14 aprilie 1964, academicianul Boris Lazarenco a devenit primul director al nou-înființatului Institut de Fizică Aplicată cu Uzină experimentală în baza laboratoarelor Institutului de Probleme Electrofizice, Institutului de Fizică și Matematică. Acest institut s-a ocupat de producerea instalațiilor de prelucrare a metalelor prin electroeroziune.
Între anii 1974-1979 a îndeplinit funcția de vicepreședinte al Academiei de Științe din RSS Moldovenească. A încetat din viață în anul 1979.
1. ↑  Library of Congress Authorities, accesat în 2 ianuarie 2020